# Bruce R. McConkie
Bruce Redd McConkie (ur. 29 lipca 1915 w Ann Arbor, zm. 19 kwietnia 1985 w Salt Lake City) – amerykański przywódca religijny, teolog i misjonarz.

## Życiorys
Urodził się w Ann Arbor w stanie Michigan jako pierwsze z sześciorga dzieci Oscara W. McConkie i Vivian Redd. Gdy miał niespełna rok, rodzina przeniosła się do niewielkiego miasta Monticello w stanie Utah. Do rodzinnego Ann Arbor powrócił w 1925, by już rok później wraz z rodziną osiąść w Salt Lake City. Podjął studia prawnicze na Uniwersytecie Utah (1931). Misję, w kulturze mormońskiej tradycyjnie podejmowaną wówczas przez młodych mężczyzn, odbył we wschodnich stanach kraju, między 1934 a 1936. Studia ostatecznie ukończył w 1939. Pracował krótko w zawodzie, choćby jako zastępca prokuratora miejskiego w Salt Lake City. W 1942 powołany do aktywnej służby wojskowej, skierowany do służby wywiadowczej. Armię opuścił w 1946, w stopniu podpułkownika. Jego związki z wojskiem nie ustały jednak do końca. Już jako członek władz naczelnych Kościoła nadzorował kwestie związane z duchową opieką nad świętymi w dniach ostatnich pozostającymi w służbie wojskowej.
Pracował następnie krótko w należącym do Kościoła "Deseret News". Wkrótce jednak (w październiku 1946) został włączony w skład Pierwszego Kworum Siedemdziesięciu. Zasiadał w tym gremium przez kolejne 26 lat. Od 1961 do 1964 był prezydentem misji południowoaustralijskiej Kościoła z siedzibą w Melbourne. 12 października 1972 prezydent Harold B. Lee powołał go w skład Kworum Dwunastu Apostołów. McConkie zasiadał w nim do śmierci. Zmarł w Salt Lake City, na skutek raka odbytu.
Ceniony za zdolności dydaktyczne, krasomówcze i pisarskie. Prawdopodobnie najlepiej pamiętany dzięki swym pracom o charakterze doktrynalnym. Jego opublikowana w 1958 Mormon Doctrine była pierwszą próbą stworzenia encyklopedycznego kompendium teologii świętych w dniach ostatnich. Pozostawił również trzytomowy komentarz do Nowego Testamentu oraz sześciotomową pracę poświęconą życiu i posłudze Jezusa Chrystusa. Przez blisko dekadę pracował także nad nowym wydaniem wszystkich pism świętych wchodzących w skład mormońskiego kanonu. Był głównym autorem nagłówków rozdziałów w tej edycji, co w zasadzie wiązało się ze zwięzłą prezentacją ich teologicznej wykładni.
13 października 1937 w świątyni w Salt Lake City poślubił Amelię Smith, córkę ówczesnego członka Kworum Dwunastu Apostołów oraz późniejszego prezydenta Kościoła Josepha Fieldinga Smitha. Para doczekała się dziewięciorga dzieci.